# Csodakutya New Yorkban
A Csodakutya New Yorkban (eredeti cím: Cool Dog) egy színes, amerikai DVD-n megjelent film. A forgatókönyvet Danny Lerner és Les Weldon írta, Danny Lerner rendezte, a zenéjét Stephen Edwards szerezte, a producer Danny Lerner és Les Weldon, a főszerepben Michael Paré, Jackson Pace, Jen Kober, David Jensen és Dane Rhodes látható.
Amerikában 2011. január 4-én DVD-n adták ki. Magyarországon 2015. március 7-én az RTL Klubon adták le a televízióban.

## Szereposztás
| Szereplő | Színész      | Magyar hang   | Leírás |
| -------- | ------------ | ------------- | ------ |
| Dean     | Michael Paré | Sörös Sándor  |        |
| Jimmy    | Jackson Pace | Baráth István |        |
| Muriel   | Jen Kober    |               |        |
| Rueben   | David Jensen |               |        |
| Seagal   | Dane Rhodes  |               |        |